# Tramway de Sapporo
Le tramway de Sapporo est le réseau de tramways de la ville de Sapporo, au Japon. Il comporte une unique ligne longue de 8,905 km. Il est exploité par le Bureau des transports de la ville de Sapporo.

## Histoire
La première section du tramway de Sapporo a ouvert en 1909 sous la forme d'un tramway hippomobile. Le réseau a été électrifié en 1918.
À son apogée en 1958, le tramway de Sapporo comptait un réseau de 25 km.

## Caractéristiques

### Réseau
Le réseau actuel se compose d'une seule ligne à double voie. Depuis le 19 décembre 2015, cette ligne forme une boucle.

### Liste des stations
Toutes les stations sont situées à Chūō-ku.
| Numéro | Station                            | Nom en japonais   | Distance (km) | Distance (km) | Correspondance(s)                                                                       | Adresse |
| Numéro | Station                            | Nom en japonais   | Ligne         | Total         | Correspondance(s)                                                                       | Adresse |
| ------ | ---------------------------------- | ----------------- | ------------- | ------------- | --------------------------------------------------------------------------------------- | --- |
| SC01   | Nishi yon chome                    | 西4丁目           | 0             | 0             | Métro de Sapporo: ■ Ligne Namboku (Odori, N07), ■ Ligne Tōhō (H08), ■ Ligne Tōzai (T09) | Minami 1-jō, Nishi 4-chōme |
| SC02   | Nishi hatchome                     | 西8丁目           | 0,501         | 0,501         |                                                                                         | Minami 1-jō, Nishi 8-chōme |
| SC03   | Chuo kuyakusho mae                 | 中央区役所前      | 0,400         | 0,901         | Métro de Sapporo: ■ Ligne Tōzai (Nishi juitchome, T08)                                  | Minami 1-jō, Nishi 10-chōme |
| SC04   | Nishi jugo chome                   | 西15丁目          | 0,535         | 1,436         | Métro de Sapporo: ■ Ligne Tōzai (Nishi juhatchome, T07)                                 | Minami 1-jō, Nishi 14-chōme |
| SC05   | Nishisen roku jo                   | 西線6条           | 0,564         | 2,000         |                                                                                         | Minami 6-jō, Nishi 14-chōme |
| SC06   | Nishisen ku jo Asahiyama koen dori | 西線9条旭山公園通 | 0,938         | 2,374         |                                                                                         | Minami 9-jō, Nishi 14-chōme |
| SC07   | Nishisen juichi jo                 | 西線11条          | 1,308         | 2,744         |                                                                                         | Minami 11-jō, Nishi 14-chōme |
| SC08   | Nishisen juyo jo                   | 西線14条          | 1,790         | 3,226         |                                                                                         | Minami 14-jō, Nishi 14-chōme |
| SC09   | Nishisen juroku jo                 | 西線16条          | 2,164         | 3,600         |                                                                                         | Minami 16-jō, Nishi 14-chōme |
| SC10   | Ropeway iriguchi                   | ロープウェイ入口  | 2,537         | 3,973         |                                                                                         | Minami 19-jō, Nishi 14-chōme |
| SC11   | Densha jigyosho mae                | 電車事業所前      | 2,873         | 4,309         |                                                                                         | Minami 21-jō, Nishi 14-chōme |
| SC12   | Chuo toshokan mae                  | 中央図書館前      | 3,154         | 4,590         |                                                                                         | Minami 22-jō, Nishi 13-chōme |
| SC13   | Ishiyama dori                      | 石山通            | 0,331         | 4,921         |                                                                                         | Minami 22-jō, Nishi 11-chōme |
| SC14   | Higashi tonden dori                | 東屯田通          | 0,611         | 5,202         |                                                                                         | Minami 22-jō, Nishi 9-chōme |
| SC15   | Konan shogakko mae                 | 幌南小学校前      | 1,023         | 5,613         |                                                                                         | Minami 22-jō, Nishi 7-chōme |
| SC16   | Yamahana juku jo                   | 山鼻19条          | 1,281         | 5,871         |                                                                                         | Minami 19-jō, Nishi 7-chōme |
| SC17   | Seishugakuen mae                   | 静修学園前        | 1,697         | 6,287         | Métro de Sapporo: ■ Ligne Namboku (Horohira bashi, N10)                                 | Minami 16-jō, Nishi 7-chōme |
| SC18   | Gyokei dori                        | 行啓通            | 2,028         | 6,618         |                                                                                         | Minami 14-jō, Nishi 7-chōme |
| SC19   | Nakajima koen dori                 | 中島公園通        | 2,505         | 7,095         |                                                                                         | Minami 11-jō, Nishi 7-chōme |
| SC20   | Yamahana ku jo                     | 山鼻9条           | 2,848         | 7,438         | Métro de Sapporo: ■ Ligne Namboku (Nakajima koen, N09)                                  | Minami 9-jō, Nishi 7-chōme |
| SC21   | Higashi honganji mae               | 東本願寺前        | 3,161         | 7,751         |                                                                                         | Minami 7-jō, Nishi 7-chōme |
| SC22   | Shiseikan shogakko mae             | 資生館小学校前    | 3,592         | 8,182         |                                                                                         | Minami 4-jō, Nishi 6-chōme |
| SC23   | Susukino                           | すすきの          | 3,866         | 8,456         | Métro de Sapporo: ■ Ligne Namboku (N08), ■ Ligne Tōhō (Hosui Susukino, H09)             | Minami 4-jō, Nishi 4-chōme |
| SC24   | Tanuki koji                        | 狸小路            | 0,247         | 8,703         |                                                                                         | Minami 3-jō, Nishi 4-chōme (sens contraire des aiguilles d'une montre) Minami 2-jō, Nishi 3-chōme (sens des aiguilles d'une montre) |
| SC01   | Nishi yon chome                    | 西4丁目           | 0,449         | 8,905         | Boucle: voir le haut du tableau                                                         | Boucle: voir le haut du tableau |

## Matériel roulant

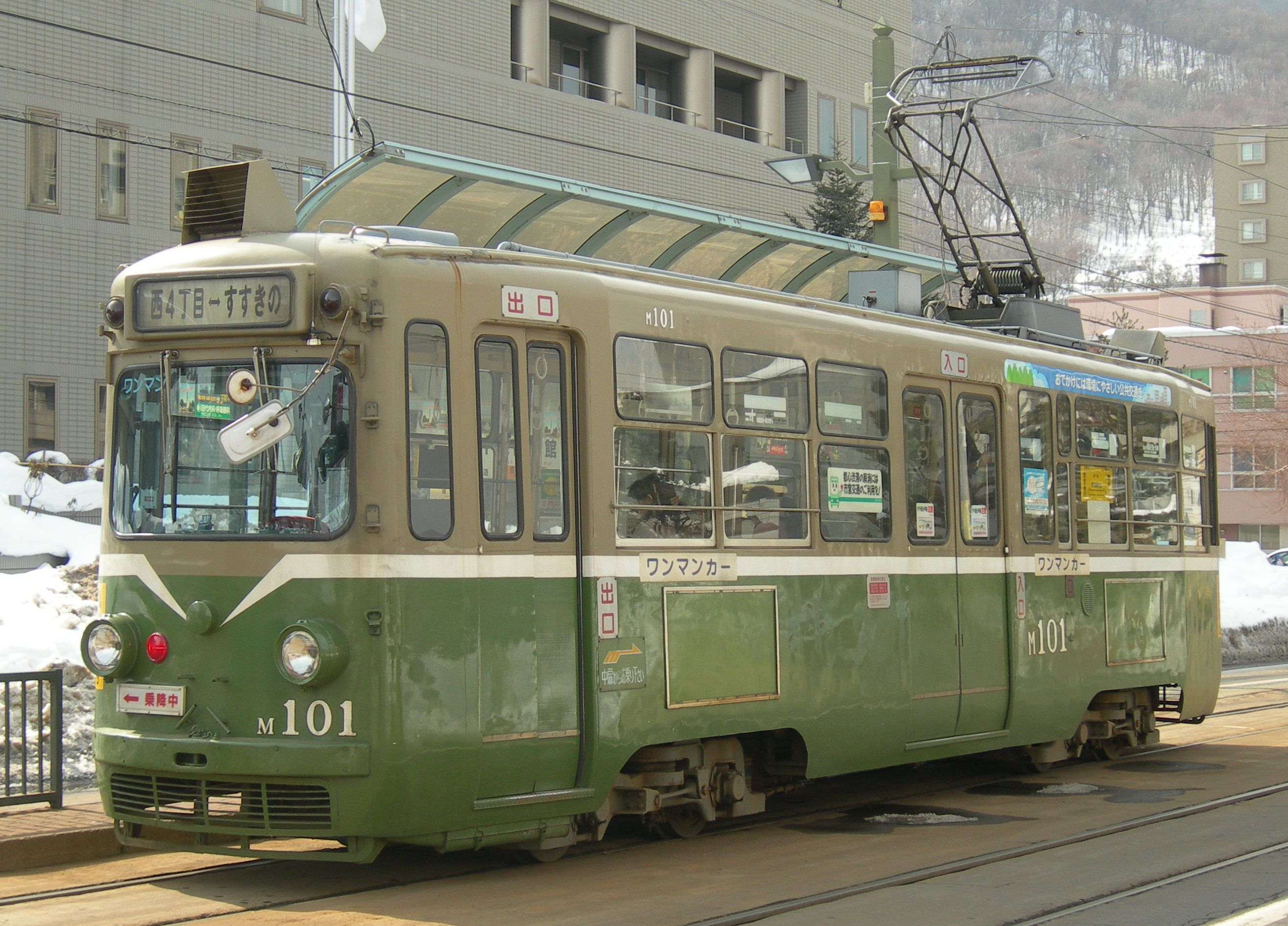
série M100
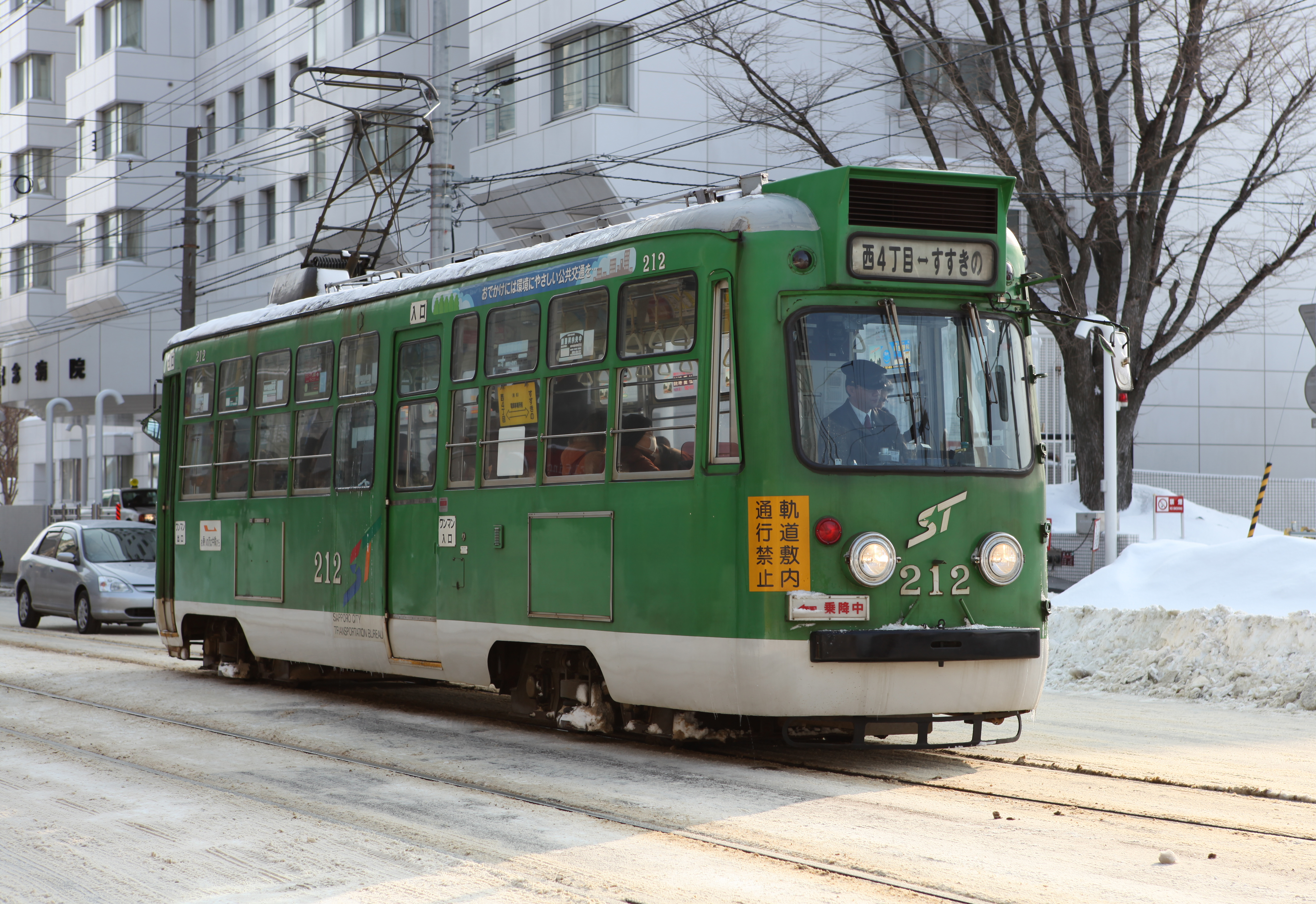
séries 210 / 220 / 240 / 250
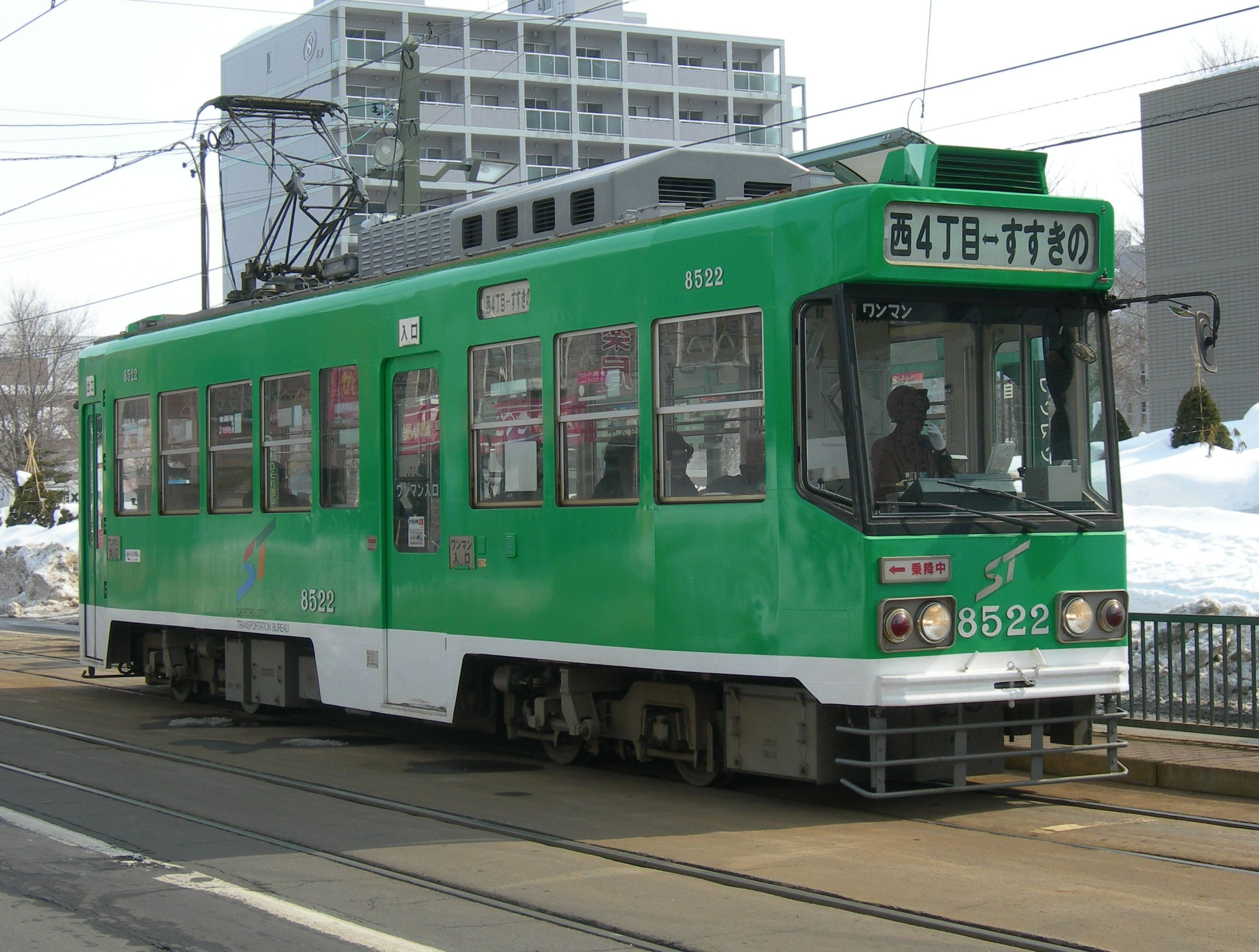
séries 8500 / 8510 / 8520
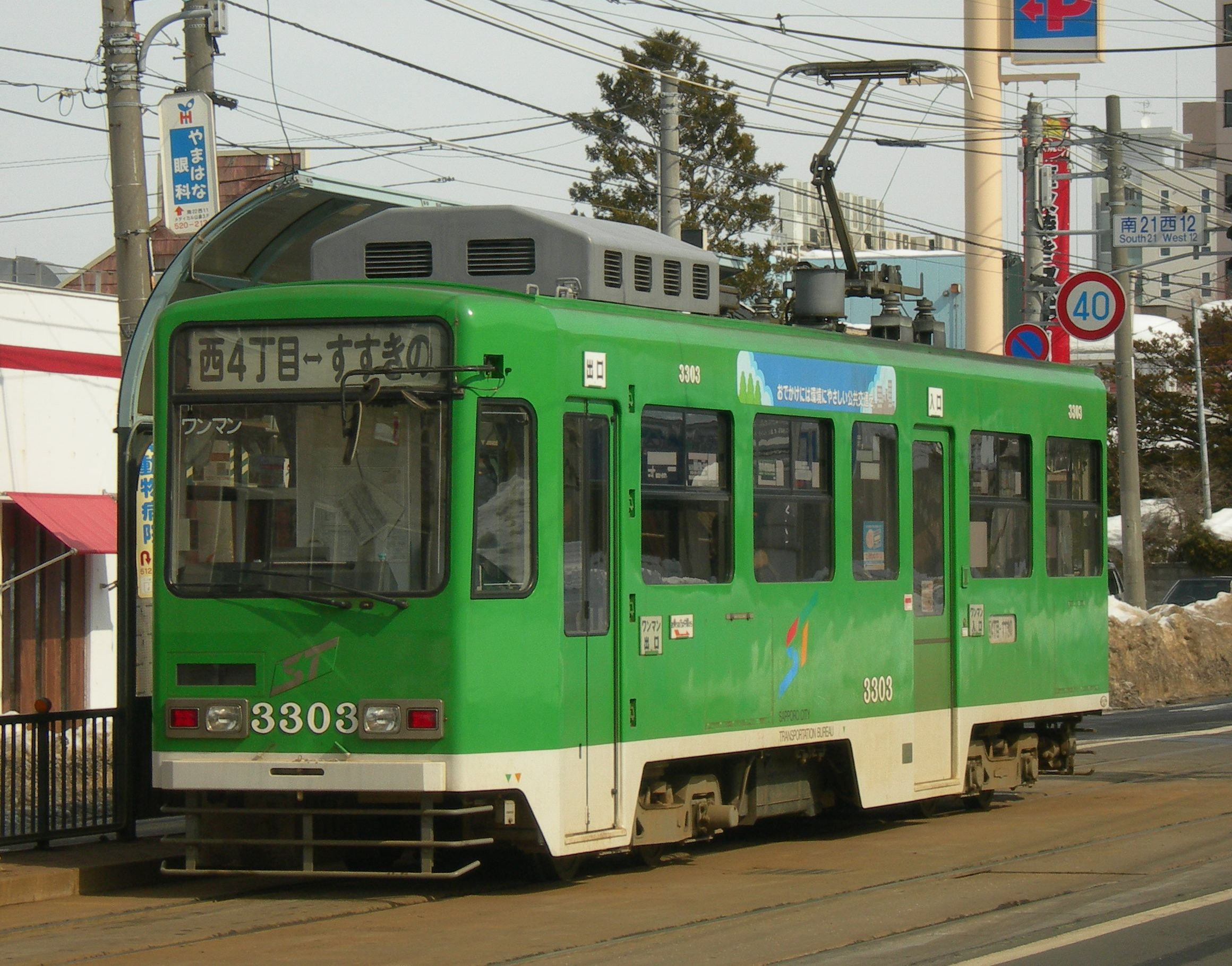
série 3300
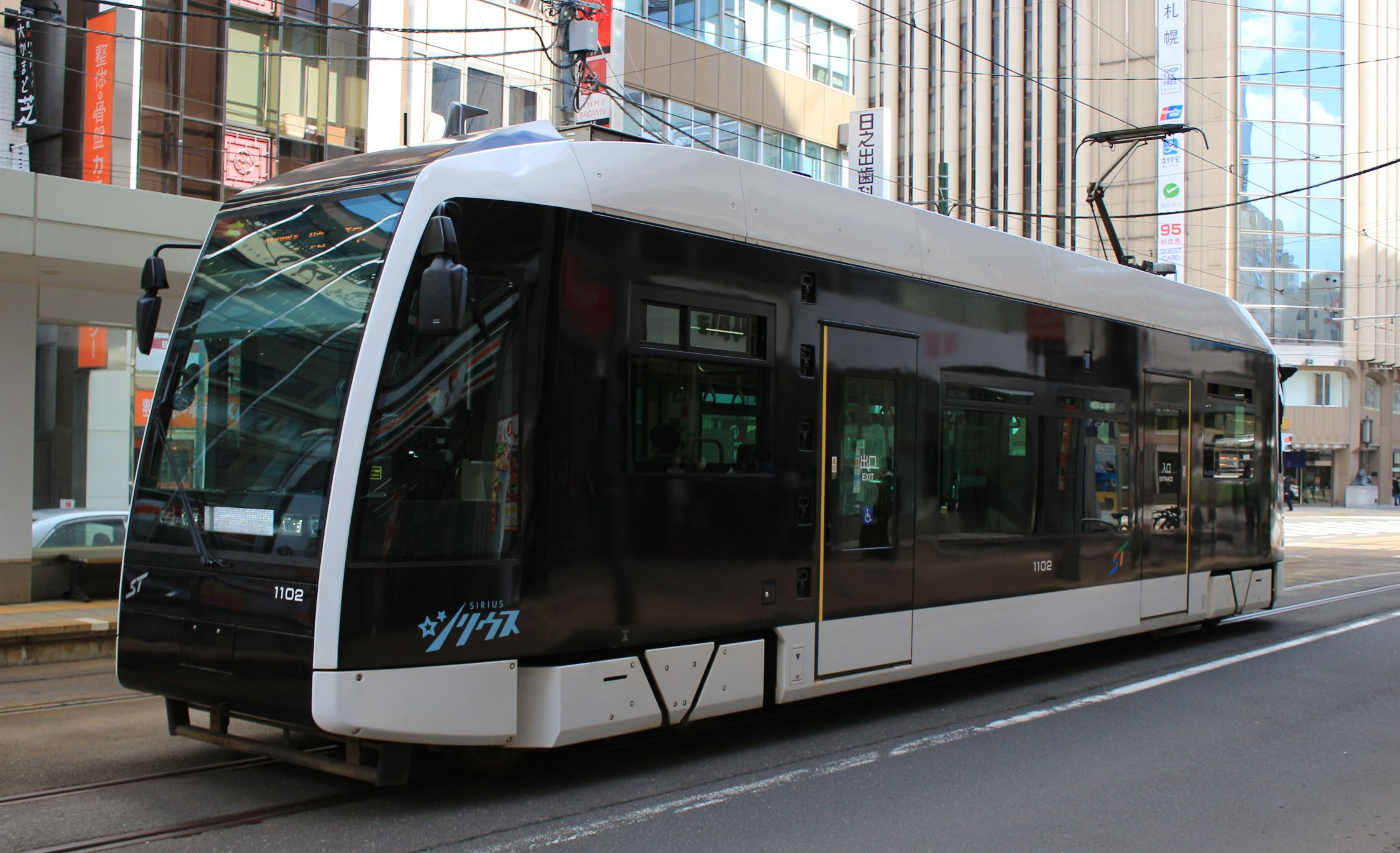
série 1100
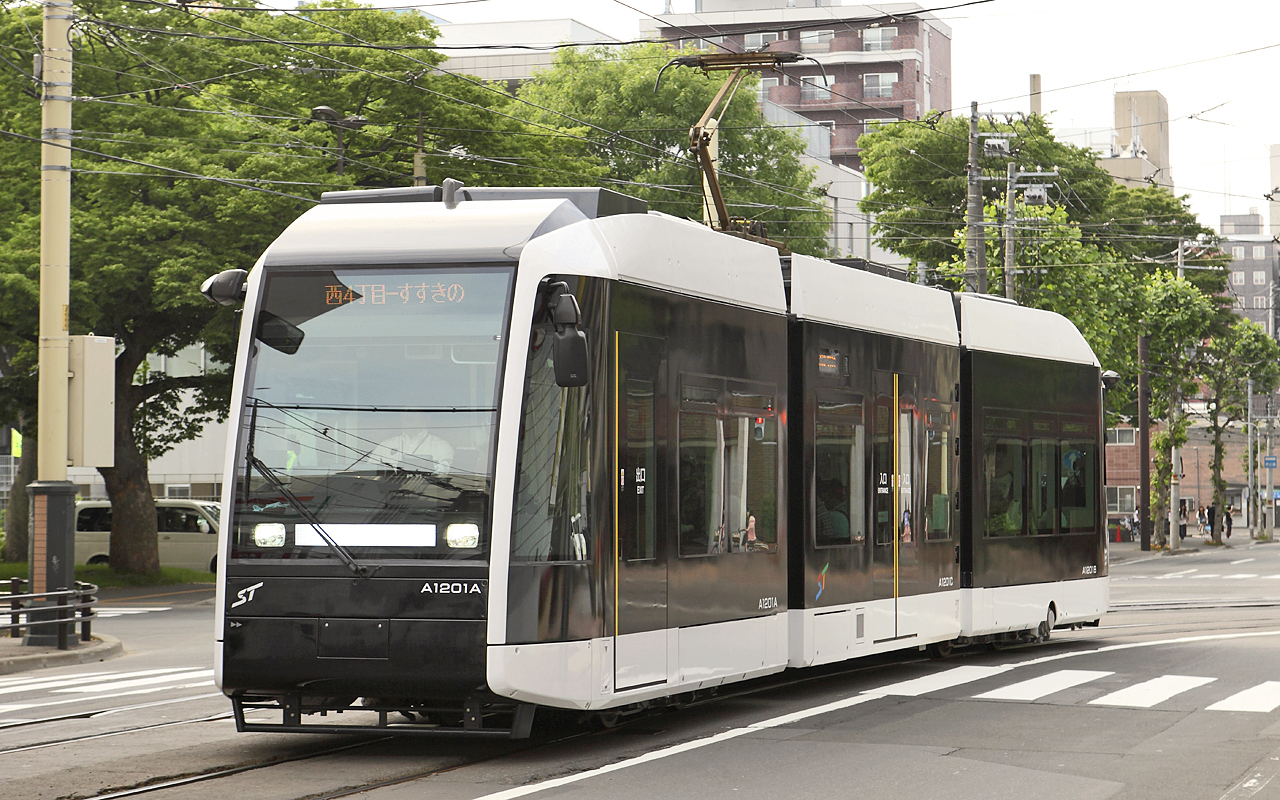
série A1200